# Erika Eleniak
Erika Maya Eleniak (Glendale, 29 settembre 1969) è una modella e attrice statunitense.

## Biografia
Nata da padre canadese (con ascendenze ucraine) e madre con antenati estoni e tedeschi, è la maggiore di 5 figli e deve affrontare prestissimo la separazione dei genitori. Alla fine del 1970 il padre la introduce nel mondo dello spettacolo, facendole prendere parte ad una pubblicità televisiva di abiti per bambina. Ha fatto il suo debutto cinematografico a 12 anni con il film E.T. l'extra-terrestre, in cui ricopre il ruolo della bambina baciata da Elliott a scuola.
Si iscrive alla scuola Robert Fulton Junior High e diventa assidua frequentatrice dei party che si tengono nella valle di San Fernando, a nord di Los Angeles, cominciando così a fare uso di alcolici e sostanze stupefacenti. In questo difficile periodo riceve l'aiuto di Steve Ferguson, un ragazzo tetraplegico, che l'aiuta a disintossicarsi e la convince ad entrare negli alcolisti anonimi nel 1988.
Erika si fidanza con lui ed il loro rapporto dura fino al matrimonio della madre di Eleniak con il padre di Ferguson. In questo periodo posa nuda per Playboy. Diventa famosa comparendo nelle prime tre stagioni del telefilm Baywatch. Nel 1997 incontra Philip Goglia, che sposa il 10 marzo 1998, ma da cui divorzia sei mesi dopo; durante la loro relazione la Eleniak usa il nome Erika Eleniak-Goglia.

## Filmografia

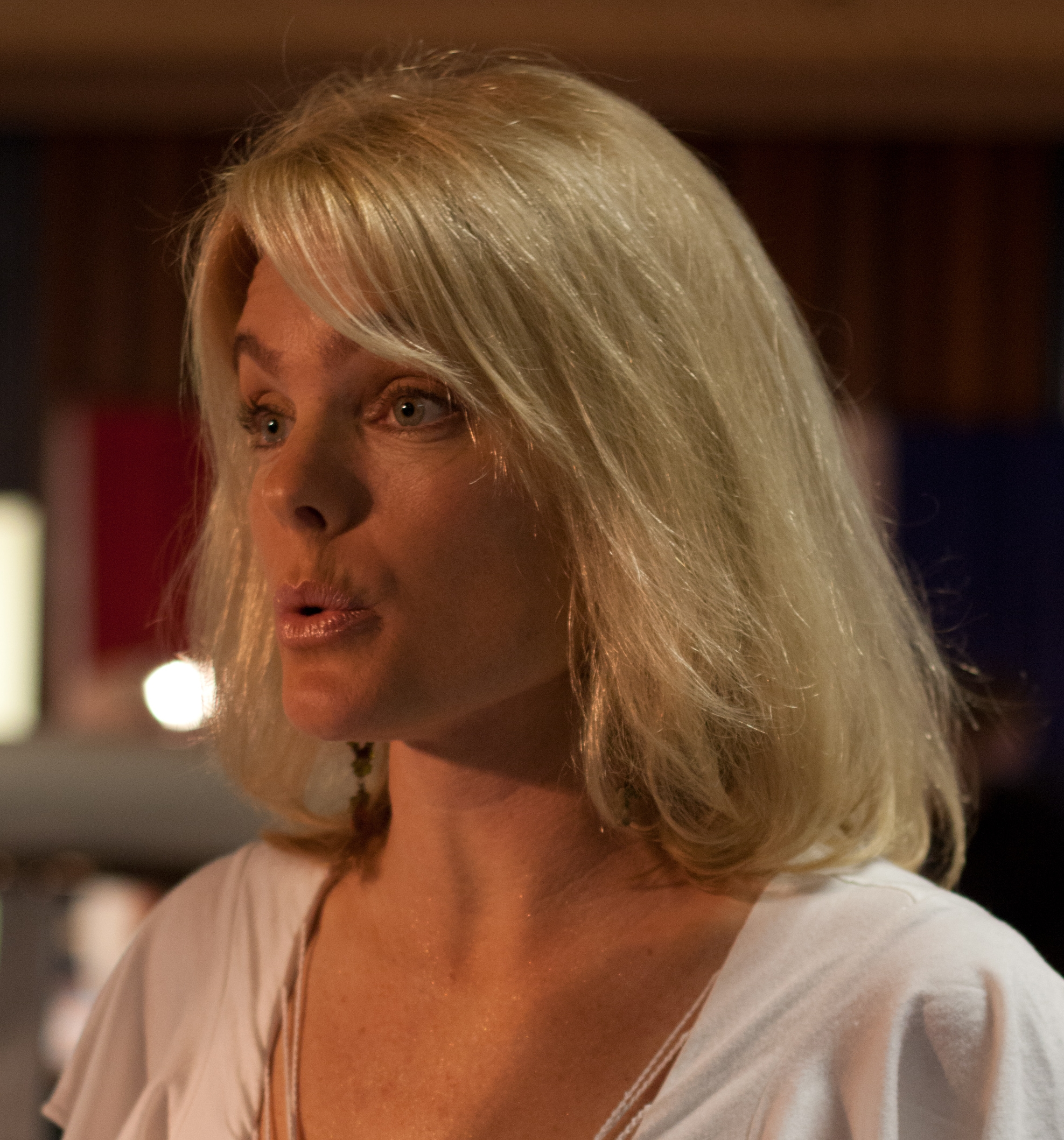
Erika Eleniak nel 2010

### Cinema
- E.T. l'extra-terrestre (E.T. the Extra-Terrestrial), regia di Steven Spielberg (1982)
- Blob - Il fluido che uccide (The Blob), regia di Chuck Russell (1988)
- Trappola in alto mare (Under Siege), regia di Andrew Davis (1992)
- A Beverly Hills... signori si diventa (The Beverly Hillbillies), regia di Penelope Spheeris (1993)
- Una bionda sotto scorta (Chasers), regia di Dennis Hopper (1994)
- Girl in the Cadillac, regia di Lucas Platt (1995)
- Giorni di fuoco (A Pyromaniac's Love Sory), regia di Joshua Brand (1995)
- Il piacere del sangue (Bordello of Blood), regia di Gilbert Adler (1996)
- Prigioniera (Captive), regia di Roger Cardinal (1998)
- Segreto militare (The Pandora Project), regia di Jim Wynorski e John Terlesky (1998)
- Charades, regia di Stephen Eckelberry (1998)
- Alto tradimento (Stealth Fighter), regia di Jim Wynorski (1999)
- Crociera di sangue (Final Voyage), regia di Jim Wynorski (1999)
- The Opponent, regia di Eugene Jarecki (2000)
- Vegas, City of Dreams, regia di Lorenzo Doumani (2001)
- Snowbound, regia di Ruben Preuss (2001)
- Second to Die, regia di Brad Marlowe (2002)
- Virus - Corsa contro il tempo (Shakedown), regia di Brian Katkin (2002)
- Obiettivo sopravvivere (Betrayal), regia di Mark L. Lester (2003)
- Strike Force (The Librarians), regia di Mike Kirton (2003)
- Brilliant, regia di Roger Cardinal (2004)
- La formula della morte (Caught in the Headlights), regia di Gavin Wilding (2004)
- Fatal Reunion, regia di George Erschbamer (2005)
- Changing Hands, regia di Scott L. Schwartz (2010)

### Televisione
- Il mio amico Ricky (Silver Spoons) – serie TV, episodio 5x13 (1987)
- L.A. Gangs (Broken Angel), regia di Richard T. Heffron – film TV (1988)
- Baby Sitter (Charles in Charge) – serie TV, 3 episodi (1988)
- Baywatch – serie TV, 47 episodi (1989-1992)
- Ragazza di strada (Daughter of the Streets), regia di Edwin Sherin – film TV (1990)
- Gli amici di papà (Full House) – serie TV, 1 episodio (1990)
- Baywatch - serie TV, episodi 1x01-1x02 (1992)
- 87º distretto: donne in trappola (Ed McBain's 87th Precinct: Heatwave), regia di Doug Harr – film TV (1997)
- Brooklyn South – serie TV, 3 episodi (1998)
- La calda notte dell'assassino (One Hot Summer Night), regia di James A. Contner – film TV (1998)
- Fantasy Island – serie TV, episodio 1x11 (1999)
- Aftershock - Terremoto a New York (Aftershock: Earthquake in New York), regia di Mikael Salomon – film TV (1999)
- Colpo di Natale (Christmas Rush), regia di Charles Robert Carner – film TV (2002)
- Protezione testimoni! (He Sees You When You're Sleeping), regia di David Winning – film TV (2002)
- Chi è Victoria Paige? (Fatal Lessons: The Good Teacher), regia di Michael Scott – film TV (2004)
- Van Helsing - Dracula's Revenge (Dracula 3000), regia di Darrell Roodt – film TV (2004)
- Absolute Zero, regia di Robert Lee – film TV (2006)
- CSI: Miami – serie TV, 1 episodio (2010)
- Desperate Housewives – serie TV, 1 episodio (2010)
- Holiday Spin, regia di Jonathan A. Rosenbaum – film TV (2012)

## Apparizioni nelle edizioni speciali diPlayboy
- Playboy's Great Playmate Hunt, febbraio 1989 - pagina 55.
- Playboy's Playmate Review (vol. 6), luglio 1990.
- Playboy's Girls of Summer '90, agosto 1990 - pagine 28-29, 67.
- Playboy's Wet & Wild Women, dicembre 1990.
- Playboy's Book of Lingerie vol. 25, maggio 1992.
- Playboy's Book of Lingerie vol. 26, luglio 1992.
- Playboy's Girls of Summer '93, giugno 1993 - pagine 54-55, 93.
- Playboy's Book of Lingerie vol. 33, settembre 1993.
- Playboy's Nudes, dicembre 1993 - pagina 9.
- Playboy's Playmates in Paradise, marzo 1994 - pagine 24–29.
- Playboy's Girls of Summer '94, giugno 1994.
- Playboy's Nudes, novembre 1994.
- Playboy's Playmates in Bed vol. 1, gennaio 1995.
- Playboy's Book of Lingerie vol. 43, maggio 1995.
- Playboy's Nude Celebrities, giugno 1995.

## Doppiatrici italiane
Nelle versioni in italiano delle opere in cui ha recitato, Erika Eleniak è stata doppiata da:
- Mavi Felli in Baywatch, Van Helsing - Dracula's Revenge
- Isabella Pasanisi in Trappola in alto mare
- Giuppy Izzo in A Beverly Hills... signori si diventa
- Monica Gravina in Il piacere del sangue
- Laura Boccanera in Prigioniera
- Elena Morara in CSI: Miami